# Melitta Schnarrenberger
Melitta Schnarrenberger geborene Auwärter (* 17. Januar 1909 in Pforzheim; † 27. Juli 1996 in Lenzkirch) war eine deutsche Malerin und Kommunalpolitikerin.

## Werdegang
Melitta Auwärter kam als Tochter des Goldschmieds und Schmuckfabrikanten Karl Auwärter (1866–1931) und dessen Ehefrau Gertrude, geborene Horst, zur Welt. Sie studierte von 1927 bis 1930 Malerei an der Akademie der Bildenden Künste in Karlsruhe bei Georg Scholz, Karl Hubbuch und als Meisterschülerin bei Albert Haueisen. 1930 heiratete sie den Maler Wilhelm Schnarrenberger (1892–1966). Nach dessen Entlassung als Professor für Gebrauchsgrafik an der Karlsruher Akademie gingen beide zunächst nach Berlin und kamen 1938 nach Lenzkirch.
Nach der Scheidung von ihrem Mann 1946 begann sie sich auf lokaler Ebene sozial und politisch zu betätigen. Sie wurde Mitglied der SPD und arbeitete bei der Arbeiterwohlfahrt in Lenzkirch mit. Von 1959 bis 1977 gehörte sie dem Gemeinderat von Lenzkirch an und war die erste Frau in einer Gemeindevertretung des Hochschwarzwalds. 
Im Alter nahm sie ihre künstlerischen Tätigkeit wieder auf. Zwischen 1977 und ihrem Tod 1996 entstanden mehr als 150 Bilder, zumeist in Öl gemalt. 

## Ehrungen
- 1977: Verdienstkreuz am Bande der Bundesrepublik Deutschland

## Ausstellungen
- Zahlreiche Einzel- und Gruppenausstellungen, u. a. in Lenzkirch, Schluchsee-Seebrugg, Titisee-Neustadt, Tuttlingen, Konstanz, Freiburg, Karlsruhe, Köln, Berlin
- 1997: Gedächtnisausstellung in Schluchsee-Seebrugg